# كلية طب وجراحة الأسنان (كلية الجراحين الملكية بإنجلترا)
كلية طب وجراحة الأسنان في كلية الجراحين الملكية بإنجلترا هي هيئة مهنية مستقلة في المملكة المتحدة ملتزمة بتأهيل المتخصصين في طب الأسنان لتزويد المرضى بأعلى معايير ممكنة من الممارسة والرعاية. تعتبر الكلية جزء لا يتجزأ من كلية الجراحين الملكية بإنجلترا، وتقع في مقر الكلية في لينكولن، في لندن.
تأسست الكلية في عام 1947 لتلبية متطلبات تدريب اختصاصيي طب الأسنان والذي ينطوي على نفس التخصص الأكاديمي كما يتطلب مجال الطب والجراحة. في وقتٍ لاحقٍ من عام 1946، نص قانون الصحة الوطنية في المملكة المتحدة لخريجي الأسنان بأنه يجب على الطلاب إظهار أدلة على قضاء سنوات عديدة في التدريب أثناء الدراسات العليا في جميع جوانب طب الأسنان والحصول على مؤهل الدراسات العليا المعترف بها.
هناك كليات أخرى لجراحة الأسنان في المملكة المتحدة: واحدة مقرها في كلية الجراحين الملكية بإدنبرة والأخرى جزء من كلية الأطباء والجراحين الملكية في جلاسكو. كما توجد أيضًا كلية طب الأسنان التي هي جزء من كلية الجراحين الملكية في إيرلندا. تعمل الكليات الأربع معًا بشكل وثيق على العديد من القضايا المهنية.
مجلة كلية طب الأسنان هي مجلة طبية لطب الأسنان ذات طابع مراجعة الأقران تأسّست في عام 2010 وتنشر من قبل كلية جراحة الأسنان. رئيس تحرير تلك المجلة هو ستيوهن كريان (من جامعة لانكشاير المركزية).
تلقت المجلة جائزة «أفضل مجلة جديدة» من رابطة الناشرين والجمعية المهنية في عام 2013.

## مؤهلات الدراسات العليا
يمكن للكلية منح المؤهلات العليا التالية لأطباء الأسنان:
- عضوية كليات طب الأسنان المشتركة في الكلية الملكية للجراحين في إنجلترا (بالاشتراك مع كلية كلية طب الأسنان)
- ترخيص في جراحة الفم الأسنان، أقدم تأهيل مستمر لطب الأسنان حاليًا في المملكة المتحدة. بدأ في عام 1860، بموجب ميثاق من قبل جلالة الملكة فيكتوريا في القانون الطبي لعام 1858، منحت الكلية الملكية للجراحين سلطة إقامة وامتحانات لفحص اختبار اللياقة البدنية للأشخاص لممارسة طب الأسنان ومنح شهادات من هذا القبيل. وهي تسمح حاليًا بالتسجيل الأول في سجل مجلس الأسنان العام لأطباء الأسنان المؤهلين في الخارج.
- دبلوم الصحة العامة للأسنان
- دبلوم في العناية الخاصة بطب الأسنان
- عضوية في طب الأسنان التصالحية، بعد اختبار جراحة الأسنان التخصصي والذي يُعقد بالاشتراك بين كليات انكلترا وغلاسكو
- العضوية الدولية في تقويم الأسنان، وهو اختبار ثلاثي الجامعات متخصص في فحص جراحة الأسنان بالاشتراك مع كليات انكلترا، ادنبره وغلاسكو
- عضوية جراحة الفم، والأسنان وهواختبار ثلاثي الجامعات متخصص في فحص جراحة الأسنان بالاشتراك مع كليات انكلترا، ادنبره وغلاسكو
- عضوية في طب أسنان الأطفال، بعد اختبار ثلاثي الجامعات متخصص في فحص جراحة الأسنان بالاشتراك مع كليات انكلترا، ادنبره وغلاسكو
- اختبار ثلاثي الجامعات متخصص في فحص جراحة الأسنان بالاشتراك مع كليات انكلترا، ادنبره وغلاسكو